# Đảo Likoma
Đảo Likoma là đảo lớn hơn trong hai hòn đảo có người ở trong hồ Malawi, đảo nhỏ hơn là đảo Chizumulu gần đó và hai đảo tạo thành huyện Likoma. Cả hai hòn đảo chỉ cách Mozambique vài km và hoàn toàn bao quanh bởi các vùng nước của lãnh thổ Mozambique, nhưng thuộc về Malawi. Hai đảo này là hai vùng đất nằm bên ngoài Malawi. Điều này là vì hòn đảo đã bị thuộc địa hóa bởi các nhà truyền giáo Anh giáo lan rộng về phía đông từ Malawi, chứ không phải bởi người Bồ Đào Nha thuộc địa hóa Mozambique.
Có thể đến đảo Chizumulu bằng tàu hơi nước từ cảng của vịnh Nkhata trên đất liền của Malawi. Tàu hơi MV Ilala hàng tuần qua hồ Malawi dừng lại ở Chizumulu. Các thuyền nhỏ hơn bao gồm cả các dhow qua eo biển giữa Likoma và Chizumulu.
Hòn đảo này có diện tích 18 km ², và nằm ở phần phía đông bắc của hồ Malawi, 7 km về phía bắc-tây của Cobue, Mozambique). Thành phố gần nhất trên bờ biển Malawi là Chintheche.
Likoma không có con đường lát đá và có rất ít xe cơ giới. Điện được cung cấp bởi một máy phát điện thường được tắt lúc 10 giờ tối. Có một mạng điện thoại trên đảo, mặc dù điện thoại là khá hiếm. Các khách sạn và các tổ chức có sử dụng Internet truy cập vào mạng thông qua kết nối vô tuyến (radio).
Likoma có một đường băng mặt nhựa đường và đón bằng máy bay. Nyassa Air Taxi có máy bay nhỏ bay giữa Lilongwe và Likoma trên một dịch vụ đưa đón thường xuyên từ $ 280 / $ 490 cho một chuyến đi khứ hồi.